# Gesonia obeditalis
Gesonia obeditalis là một loài bướm đêm trong họ Noctuidae.